# Marcel Lefebvre
Marcel François Lefebvre (Tourcoing, 29 novembre 1905 – Martigny, 25 marzo 1991) è stato un arcivescovo cattolico francese.
Fu uno tra i più influenti cattolici tradizionalisti che si opposero alle riforme apportate dal Concilio Vaticano II e nel postconcilio, e in particolar modo alla soppressione della messa tridentina, alla dottrina della collegialità episcopale, all'ecumenismo e alla dottrina della libertà religiosa. A seguito di queste motivazioni, in opposizione al Concilio Vaticano II, il 1º novembre 1970 monsignor Lefebvre fondò la Fraternità sacerdotale San Pio X. Sospeso a divinis nel 1976 da papa Paolo VI, fu scomunicato da papa Giovanni Paolo II il 30 giugno 1988.

## Biografia

### La famiglia Lefebvre

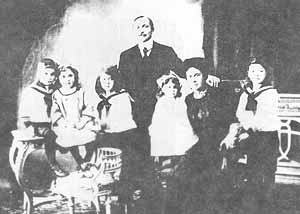
La famiglia Lefebvre nel 1908

A partire dal XVIII secolo, numerosi membri della famiglia Lefebvre sono entrati a far parte del clero della Chiesa cattolica, tra i quali un cardinale (Joseph-Charles Lefèbvre, arcivescovo di Bourges), diversi vescovi, numerosi sacerdoti, religiose e religiosi, fra i quali il famoso liturgista benedettino dom Gaspar Lefebvre. 
Il padre di Marcel, René (23 febbraio 1879 - 4 marzo 1944), ricco proprietario di industrie tessili ed esponente di spicco della resistenza francese, venne arrestato dalla Gestapo il 21 aprile 1941, condannato a morte a Berlino il 28 maggio 1942 e internato nel campo di concentramento di Sonnenburg (Brandeburgo). Fame, freddo, umidità e il pestaggio a sangue di un guardiano gli procurarono un'emiplegia con sincope. Morì il 4 marzo 1944 e la sua salma non venne più ritrovata. 
La madre, Gabrielle Watine (4 luglio 1880-12 luglio 1938), fu terziaria francescana, volontaria vincenziana e morì in concetto di santità.
Marcel fu il terzo di sette fratelli: il primogenito, René, nato nel 1903, fu sacerdote spiritano e missionario in Africa; seguono Jeanne, nata nel 1904, Bernadette nel 1907 (della quale la madre predisse che sarebbe stata "un segno di contraddizione": ella fondò infatti, con il nome di Suor Maria Gabriella, la Congregazione delle Suore della Fraternità San Pio X), Christiane nel 1908 (che fu, secondo la predizione della madre, religiosa carmelitana; seguì il fratello Marcel e fu fondatrice del monastero di Quiévrain), Joseph nel 1914, Michel nel 1920 e Marie-Thèrèse nel 1925.

### Giovinezza e ministero presbiterale
Il 25 ottobre 1923 Marcel Lefebvre entrò nel Seminario francese di Santa Chiara di Roma, sotto la direzione di padre Henri Le Floch C.S.Sp. (1862-1950), il quale lascerà un'impronta indelebile nella sua formazione, fondata sulla Tradizione della Chiesa e sulla teologia di san Tommaso d'Aquino (1225-1274). Dopo aver regolarmente svolto il servizio militare in patria, si laureò in filosofia e in teologia alla Pontificia Università Gregoriana. Il 21 settembre 1929 a Lilla fu ordinato sacerdote.
Dopo un breve periodo come vicario in una parrocchia operaia di Lilla, entrò nella Congregazione dello Spirito Santo (fece la professione religiosa nel noviziato dei Padri dello Spirito Santo di Orly il 1º settembre 1931) e partì per il Gabon nell'ottobre 1932 come missionario. Iniziava così un rapporto tra monsignor Lefebvre e l'Africa che durò per trent'anni, fino al 1962. Appena giunto in Africa fu nominato professore di dogmatica e di Sacra Scrittura al seminario maggiore di Libreville, che raggruppava tutti i seminaristi dell'Africa equatoriale Francese. Nel 1934 assunse la direzione del seminario.
Seppe dare al clero locale una spiccata vocazione evangelizzatrice tanto da triplicare, tra il 1933 ed il 1947, la popolazione cattolica del Gabon; il paese divenne il più cristiano dell'Africa francofona, e il secondo di tutto il continente africano. Nel 1945 don Marcel fu richiamato in Francia per assumere la direzione del seminario dei Padri dello Spirito Santo a Mortain.

### Ministero episcopale
Nel settembre 1947, a 42 anni, venne nominato da papa Pio XII vicario apostolico del Senegal. Un anno dopo venne nominato delegato apostolico per tutta l'Africa francese: fu così il rappresentante della Santa Sede in 18 paesi africani, nei quali vi erano 45 giurisdizioni ecclesiastiche e 2 milioni di cattolici, con 1.400 sacerdoti e 2.400 religiose. Nel 1955 diverrà il primo arcivescovo metropolita di Dakar, quando in Senegal verrà istituita la gerarchia locale. Resterà delegato apostolico fino al 1959 e arcivescovo metropolita di Dakar fino al 1962. In 11 anni di lavoro come delegato apostolico le diocesi passarono da 44 a 65. A Dakar raddoppiò il numero dei cattolici e le chiese da tre divennero 13.

#### Il ritorno in Francia
Nel gennaio del 1962 fu trasferito da arcivescovo metropolita di Dakar ad arcivescovo-vescovo della piccola diocesi di Tulle in Francia (nonostante fosse vacante l'arcidiocesi di Albi). L'Assemblea dei cardinali e degli arcivescovi francesi, antesignana della Conferenza episcopale francese, escluse dal suo seno gli arcivescovi che guidassero una sede non arcivescovile: un provvedimento che penalizzava solo mons. Lefebvre.
Lefebvre si era formato al seminario francese di Roma ai tempi in cui superiore della Congregazione dello Spirito Santo era padre Henri Le Floch (1862-1950), che nel 1927 lasciò la guida della congregazione dopo la condanna dell'Action Française da parte di papa Pio XI. Nel sostenere la posizione di Pio XI, mons. Angelo Giuseppe Roncalli (poi eletto papa con il nome di Giovanni XXIII), all'epoca in cui era nunzio apostolico in Francia (1944 - 1953), si scontrò con Lefebvre. I motivi di contrasto con l'episcopato francese e con Roncalli sono tre: la ferma opposizione di mons. Lefebvre alle innovazioni in campo teologico, liturgico e sociale; il rapporto con l'Islam, che Lefebvre taccia di fanatismo; e il sostegno di Lefebvre alla Cité catholique di Jean Ousset, un'associazione cattolica controrivoluzionaria.
Il 25 luglio 1962, pochi mesi dopo il suo ritorno in Francia, il capitolo generale della sua congregazione lo elegge superiore generale. Anche all'interno del capitolo Lefebvre ha tuttavia degli oppositori, che fanno capo ai docenti del seminario di Chevilly, che condividono la linea progressista dell'episcopato francese.
La sua guida della Congregazione dello Spirito Santo è segnata da tre momenti di tensione: la nomina a suo perito conciliare di Victor-Alain Berto, un sacerdote secolare; il tentativo di imporre a tutti i confratelli la talare e la collaborazione di Marcel Lefebvre alla rivista di destra Rivarol, per cui pubblica una corrispondenza dal Concilio con toni sferzanti.
Tra gli spiritani c'è chi non segue il superiore generale e addirittura qualcuno, come don Philippe Béguerie, abbandona la congregazione. Al capitolo generale del 9 settembre 1968 mons. Lefebvre si presenta come dimissionario. In polemica per una controversia procedurale lascia il capitolo l'11 settembre e vi ritorna il 30 settembre, poco prima della vittoria del partito dei suoi oppositori. A novembre lo stesso mons. Lefebvre abbandonò la congregazione.

### Il Concilio Vaticano II
Come vescovo e superiore generale dei Padri dello Spirito Santo, Lefebvre parteciperà al Concilio Vaticano II, dopo aver fatto parte nel 1962 della sua Commissione preparatoria e nominato da papa Giovanni XXIII assistente al Soglio Pontificio. Durante il Concilio si schierò con l'ala conservatrice del Coetus Internationalis Patrum; assunse un atteggiamento fortemente critico nei confronti del rinnovamento liturgico, della collegialità episcopale, dell'ecumenismo e della libertà religiosa, che avrebbe lasciato "a tutte le false religioni la libertà d'espressione" in uno spirito "liberale ecumenico". Nonostante in seguito rinnegò il fatto, affermando di non aver firmato il documento in questione, Lefebvre firmò lui stesso uno dei documenti del Concilio, la Dignitatis Humanae, che si poneva a favore della libertà religiosa.
Secondo una ricostruzione di parte di Paolo Pasqualucci, professore emerito di filosofia del diritto presso l'Università di Perugia, questa firma sarebbe stata semplicemente "per presa visione" e non un'approvazione sostanziale del contenuto della Dignitatis Humanae. Lefebvre avrebbe posto il non placet a Dignitatis Humanae e alla costituzione pastorale Gaudium et spes; in seguito, su richiesta del papa Paolo VI, insieme a tutti gli altri vescovi presenti alla discussione, appose la propria "firma per presa visione" anche ai due documenti a cui prima aveva dato il non placet, come fecero tutti gli altri vescovi partecipanti. Questa ricostruzione dei fatti è ripetuta nella biografia di Lefebvre scritta da monsignor Bernard Tissier de Mallerais, uno dei vescovi che Lefebvre ordinò nel 1988. All'ex missionario l'ecumenismo, le modifiche alla liturgia e all'insegnamento religioso apparivano come altrettante concessioni «a uno spirito neo-modernista e neo-protestante» capace di condurre alla rovina del sacerdozio, all'annientamento del sacrificio e dei sacramenti, alla scomparsa della vita religiosa. Insieme ad altri teologi espresse le sue critiche sulla riforma liturgica nel Breve esame critico del Novus ordo Missae pubblicato nel settembre 1969, con la prefazione dei cardinali Ottaviani e Bacci.

### La Fraternità sacerdotale San Pio X

Il seminario internazionale San Pio X di Ecône in Svizzera

Allo scopo di mantenere viva la tradizione liturgica di papa Pio V e più in generale la tradizione della Chiesa, aveva fondato nel 1970 la Fraternità sacerdotale San Pio X (FSSPX), con un proprio seminario (a Ecône, in Svizzera, fondato il 7 ottobre). Lefebvre si era ribellato all'attuazione delle riforme conciliari e ottenne l'"istituzione canonica", che gli permise di fondare regolarmente la sua organizzazione. Nel 1970 François Charrière, vescovo di Losanna, Ginevra e Friburgo firmò il decreto di fondazione della Fraternità. Nel 1971 Lefebvre annunciò ai suoi seminaristi il rifiuto di accettare il Novus Ordo Missae per motivi di coscienza.

### La prima condanna
Fin dal 1972 i vescovi francesi bollarono Ecône come "seminario selvaggio" e cercarono di ottenerne la chiusura per la formazione e la mentalità ostile al Concilio Vaticano II. Il 19 marzo 1975 Lefebvre dichiarò che non si sarebbe mai separato dalla Chiesa, ma ciò non fu sufficiente a ridurre l'ostilità di parte delle gerarchie svizzere e francesi. Dopo le inchieste e lunghe procedure ecclesiastiche abituali mons. Pierre Mamie, vescovo di Losanna, Ginevra e Friburgo, in stretto accordo con la conferenza episcopale svizzera e il Vaticano, nel 1975 ritirò il riconoscimento canonico e ordinò la chiusura del seminario internazionale San Pio X di Ecône. Lefebvre rifiutò di accettare questa disposizione e disattese la proibizione di ordinare nuovi sacerdoti e di aprire nuove case. Il 22 luglio 1976 Lefebvre venne sospeso a divinis da papa Paolo VI, essendo così interdetto da qualsiasi esercizio pubblico del ministero sacerdotale.

#### La Messa a Lilla

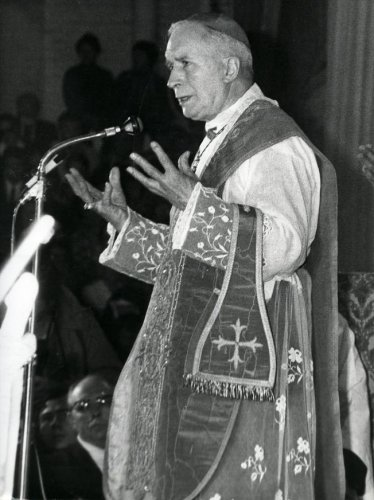
Mons. Lefebvre a Lilla il 29 agosto 1976

Il 29 agosto 1976, nonostante una nuova lettera di Paolo VI in data 15 agosto, Lefebvre celebrò una messa solenne nel palazzetto dello sport della fiera commerciale di Lilla, trasformata in un'immensa cappella dove si accalcarono 7000 fedeli. Mentre Paolo VI denunciò durante l'Angelus "l'atteggiamento di sfida a queste Chiavi poste fra le nostre mani da Cristo", mons. Lefebvre protestò nella sua omelia "No, cari fedeli, non è una sfida, ma una manifestazione della vostra fede cattolica". Pur avendo avuto un incontro con Paolo VI l'11 settembre 1976, rifiutò di sottomettervisi.

### La visita apostolica del cardinale Édouard Gagnon

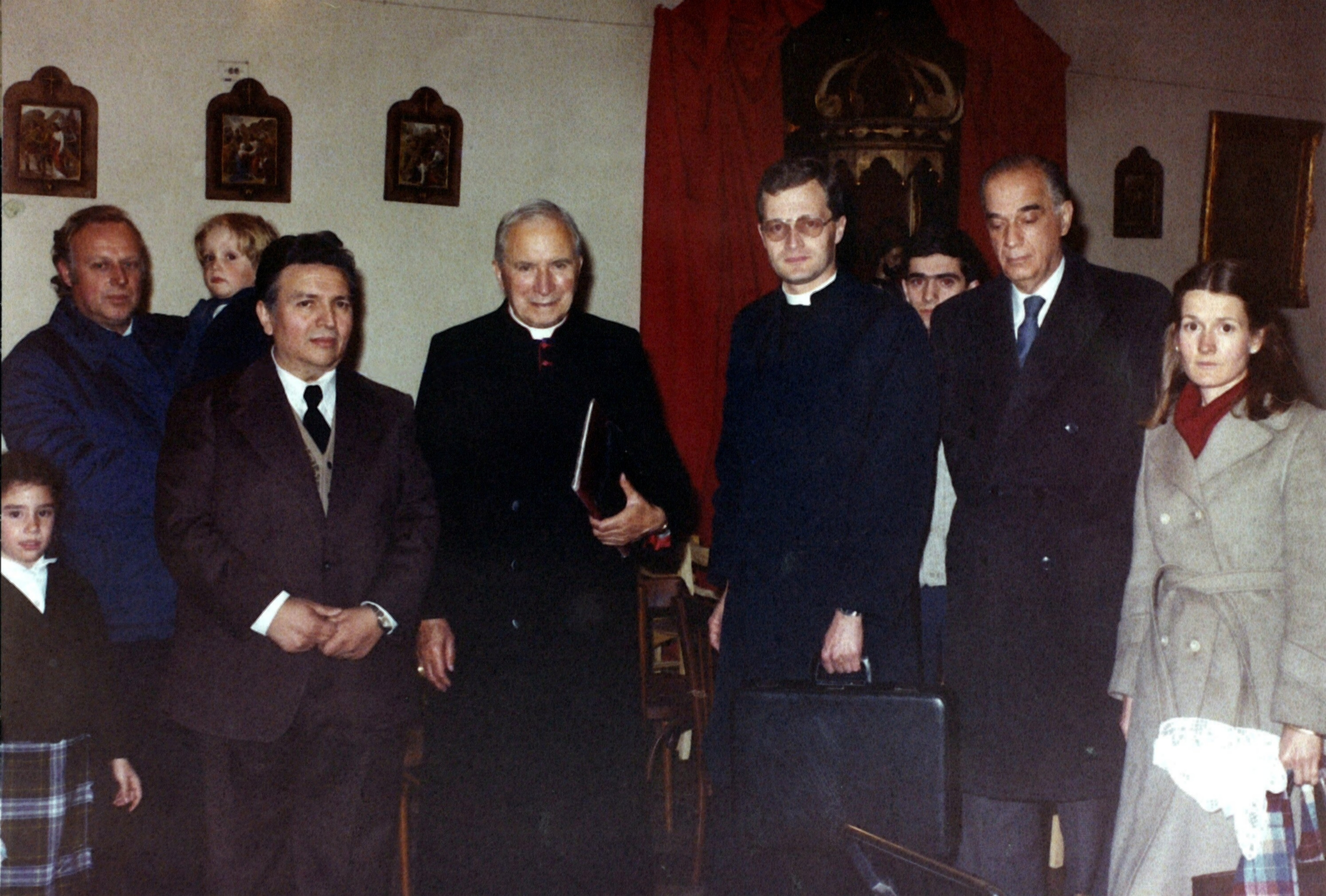
Mons. Lefebvre a Córdoba, in Argentina, nel 1980 circa

Negli anni successivi, quantunque continuasse le ordinazioni sacerdotali permanendo nella condizione di disobbedienza, ci furono diversi tentativi di dialogo da parte della Santa Sede. Con papa Giovanni Paolo II, che ricevette Lefebvre in udienza privata già nel novembre 1978, i rapporti migliorarono e si riaprì il dialogo con Roma. Nel 1983 Lefebvre lasciò la guida della FSSPX, rimanendone tuttavia l'indiscusso capo carismatico.
Il 27 agosto 1986 scrisse una lettera a otto cardinali per allertare sul primo grande raduno interreligioso di Assisi, affermando che lo scandalo era incalcolabile nelle anime dei cattolici e che la Chiesa ne era scossa nelle fondamenta.
Nel giugno del 1987 mons. Lefebvre confermò pubblicamente la sua intenzione di consacrare alcuni vescovi, che avrebbero continuato la sua opera dopo la sua morte. Ad agosto dello stesso anno indirizzò una lettera ai vescovi Williamson, de Mallerais, Fellay e de Galarreta, nella quale dichiarava che la riforma liturgica del Concilio Vaticano II aveva determinato un crollo diffuso della fede nella divinità di Gesù Cristo, che la sua famiglia sacerdotale è perseguitata da una "Roma modernista e liberale", occupata da degli anticristi, e impegnata in un'opera distruttrice del Regno di Dio. Chiese ai sacerdoti di accettare la consacrazione episcopale per suo tramite, confidando che "quanto prima la Sede di Pietro sarà occupata da un successore di Pietro perfettamente cattolico".
Dopo due incontri fra il cardinal Ratzinger e Lefebvre (luglio e ottobre del 1987) fu nominato visitatore apostolico di Écône il cardinal Édouard Gagnon, un prelato ben conosciuto per le sue posizioni conservatrici e opposte a quelle dell'episcopato francese. La fase della visita apostolica del cardinale Gagnon alla FSSPX (novembre-dicembre 1987) si concluse con una relazione stesa da quest'ultimo nel marzo del 1988.

### Il protocollo d'intesa

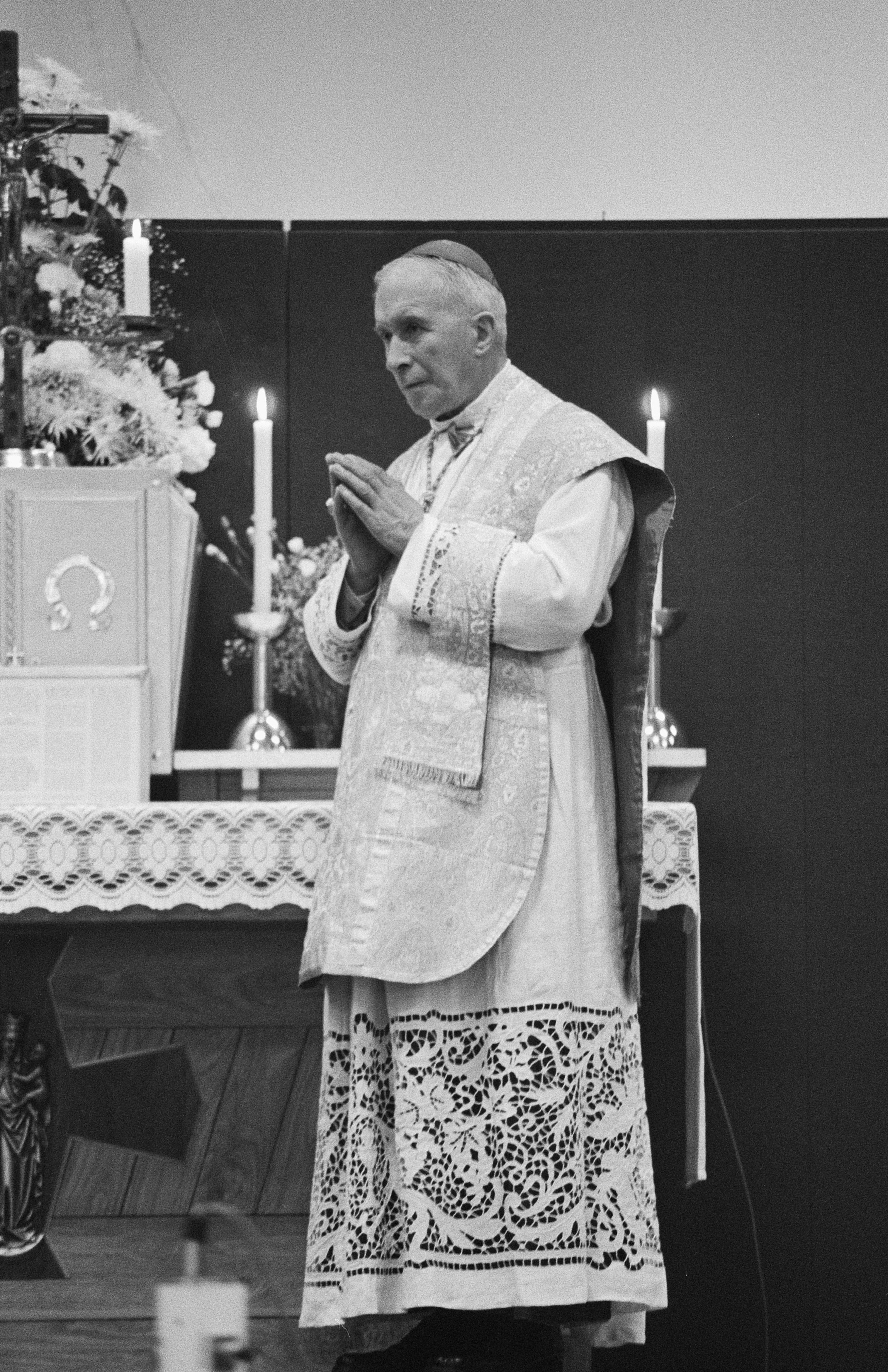
Mons. Lefebvre nel 1981

Poco dopo (8 aprile 1988) una lettera di papa Giovanni Paolo II al cardinale Ratzinger, il futuro papa Benedetto XVI, allora prefetto della Congregazione per la dottrina della fede, tracciava le linee di una proposta che permettesse alla FSSPX di ottenere una collocazione regolare nella Chiesa, in piena comunione con la Sede apostolica. Su questa base ebbero luogo diversi incontri tra due apposite delegazioni, fino a raggiungere l'accordo su un protocollo firmato il 5 maggio 1988.
Il 5 maggio 1988 Lefebvre e il cardinale Ratzinger firmano un protocollo d'intesa per l'utilizzo dei libri liturgici approvati nel 1962 (gli ultimi che il movimento lefebvriano utilizza, poiché precedenti la riforma liturgica del Concilio Vaticano II), per la costituzione della FSSPX in società di vita apostolica con particolari diritti e prerogative e possibilmente guidata da un vescovo. Il protocollo comprendeva una dichiarazione di ordine dottrinale e il progetto di un dispositivo giuridico nonché di misure destinate a regolare la situazione canonica della FSSPX e delle persone a essa collegate, e ipotizzava la creazione di una commissione vaticana per coordinare i rapporti con i dicasteri della Curia romana e con i vescovi diocesani, come pure per risolvere i futuri problemi. In tale documento, Lefebvre, a nome suo e della FSSPX, promette obbedienza alla Chiesa e al Papa, dichiara di non voler più discutere il Vaticano II in termini polemici, accetta in particolare la sezione 25 della Lumen Gentium sul magistero pontificio, riconosce la validità dei nuovi riti della Messa. Il giorno dopo Lefebvre ritrattò, affermando di essere caduto in trappola e di non potersi astenere dall'ordinare un vescovo il 29 giugno successivo allo scopo di garantire un suo successore alla Fraternità.
Per evitare che Lefebvre proceda con l'atto ritenuto scismatico, il 24 maggio 1988 papa Giovanni Paolo II gli concede l'autorizzazione di ordinare un vescovo "alla prossima solennità mariana" (nel caso specifico si trattava del 15 agosto, solennità dell'Assunzione della Vergine Maria) ma Lefebvre risponde per iscritto che ha bisogno di non uno, ma di tre vescovi, e che intende ugualmente consacrarli il 29 giugno. Il cardinale Ratzinger gli risponde che permanendo questo atteggiamento di disobbedienza, il permesso di consacrare un vescovo il 15 agosto sarebbe stato ritirato.
Lefebvre ritorna in Svizzera e mette in discussione il protocollo insistendo, tra l'altro, sulla necessità di ordinare vescovi tre sacerdoti della Fraternità entro il 30 giugno 1988. Chiede inoltre di avere la maggioranza dei membri dell'istituenda commissione romana. Di fronte al rifiuto di Roma, ferma sulla concessione di un solo vescovo e sull'equilibrio prestabilito per la commissione, e di fronte all'invito a rimettersi in piena obbedienza alle decisioni del Papa, Lefebvre, in una lettera del 2 giugno, esprime l'opinione che il momento di una collaborazione franca e efficace non era ancora giunto e dichiara di voler procedere alle consacrazioni episcopali anche senza mandato pontificio.
Lefebvre aveva mandato a monte il paziente lavoro del cardinale Ratzinger perché alla fine non si era fidato delle assicurazioni dei suoi interlocutori, soprattutto per quanto riguardava la consacrazione di un suo successore. Spiega padre Emmanuel du Chalard, collaboratore di Lefebvre in quei giorni: "Il cardinale Edouard Gagnon aveva condotto una visita apostolica a Ecône e aveva fatto intendere che non erano stati trovati dei sacerdoti con profilo episcopale. Monsignor Lefebvre temeva che il cardinale Ratzinger avrebbe chiesto consiglio al cardinal Gagnon e dunque che, non trovando il profilo episcopale all'interno della Fraternità San Pio X, il nuovo successore sarebbe stato cercato fuori". Qualche tempo dopo, in un'intervista, Lefebvre raccontò di aver firmato l'accordo perché «non volevo si dicesse che non stavo ai patti», salvo ripensarci il giorno dopo. È probabile che a ispirare di forzare la mano fosse stata, all'epoca, l'ala più dura della Fraternità, la stessa che in seguito avrebbe fatto capo al vescovo Richard Williamson, uno dei quattro ordinati quel 30 giugno 1988 da Lefebvre.
Il 9 giugno il Papa chiede ancora una volta di non procedere con tale «atto scismatico». Il 15 giugno 1988 Lefebvre annuncia in una conferenza stampa i nomi dei sacerdoti che intende ordinare vescovi, ritenendo che la Chiesa si trovi in un grave stato di necessità, per la sopravvivenza del sacerdozio e della Messa tradizionale.

### L'ordinazione dei quattro vescovi e la scomunica
Nonostante un'ammonizione formale (17 giugno), il 30 giugno 1988 Lefebvre ordinò quattro vescovi (uno in più di quanto aveva annunciato in precedenza) e compì così un atto scismatico (a norma del canone 751 del Codex iuris canonici), avendo egli apertamente rifiutato la sottomissione al Pontefice e la comunione con i membri della Chiesa a lui soggetti. Di conseguenza, sia Lefebvre sia i vescovi da lui consacrati incorsero ipso facto (cioè con lo stesso porre in essere l'atto) nella scomunica latae sententiae ("sentenza già data", ovvero vi si incorre per lo stesso fatto di porre il gesto) il cui scioglimento è riservato alla Sede Apostolica.
La sua scomunica da parte della Chiesa fu formalizzata lo stesso 30 giugno, a firma del cardinale Bernardin Gantin. Subito dopo, il 2 luglio, papa Giovanni Paolo II, con il motu proprio Ecclesia Dei, dichiara il proprio dolore per l'infelice conclusione della questione, parlando esplicitamente di «disobbedienza al Romano Pontefice in materia gravissima e di capitale importanza per l'unità della Chiesa» e di «atto scismatico» che ha per conseguenza diretta la scomunica. Tale atto scismatico è dovuto, secondo il Papa, a un'«incompleta e contraddittoria nozione di Tradizione».

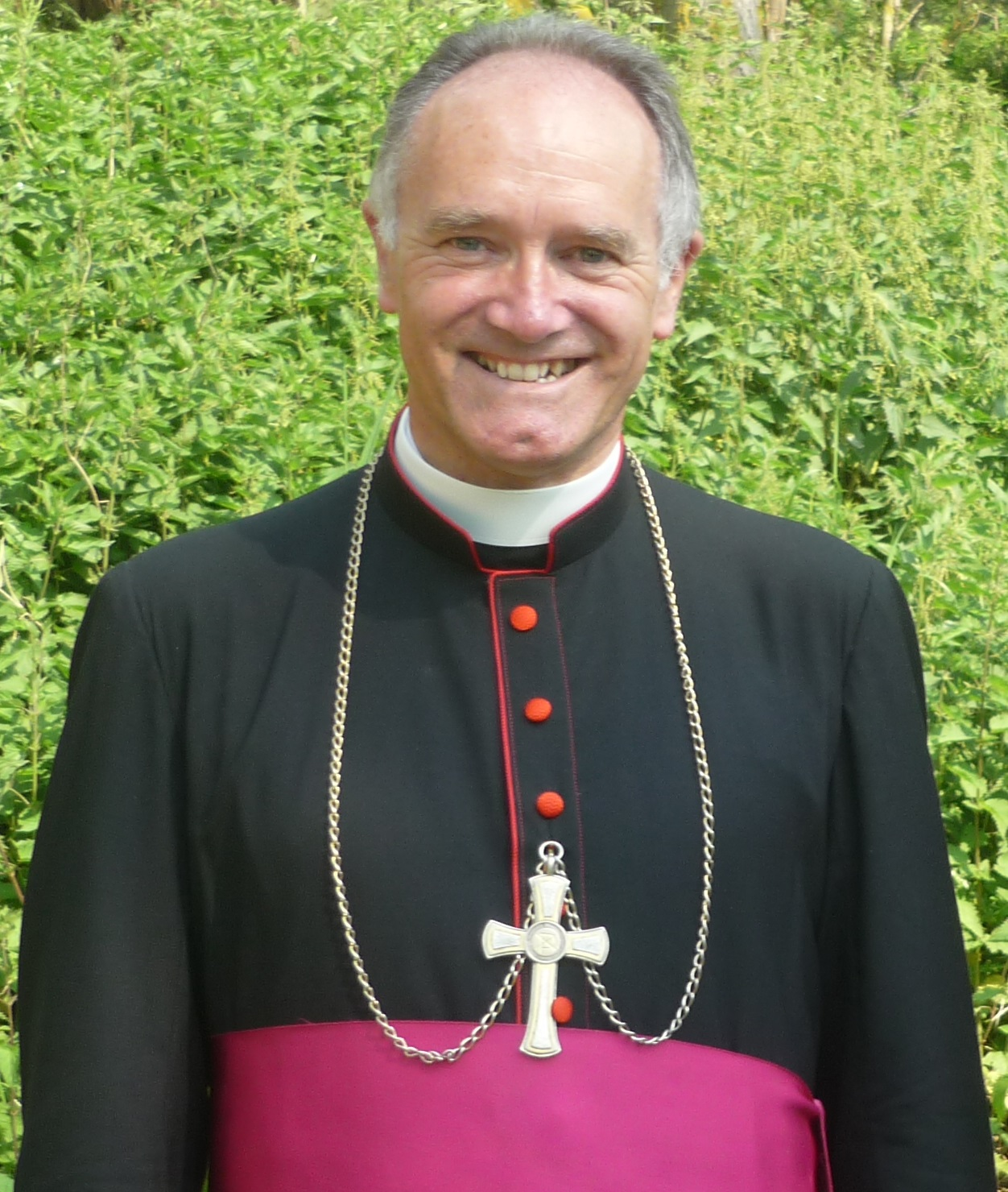
Mons. Bernard Fellay, uno dei quattro vescovi consacrati illecitamente da mons. Lefebvre

La formalizzazione della scomunica riguardò solo i due vescovi consacranti (Marcel Lefebvre e Antônio de Castro Mayer, quest'ultimo in via "presuntiva") e i quattro vescovi appena consacrati (Bernard Fellay, Bernard Tissier de Mallerais, Richard Williamson e Alfonso de Galarreta). A norma del Codice di Diritto Canonico la consacrazione è stata illecita, e dunque scismatica, ma era valida. Questo lo riaffermò papa Benedetto XVI dopo avere tolto la scomunica, il 24 gennaio 2009, ai sopravvissuti a loro richiestaː nella sua lettera ai vescovi cattolici riguardo alla remissione della scomunica, disse che i quattro vescovi erano stati ordinati "validamente ma non legittimamente".

### Morte
Lefebvre morì di cancro nel 1991. Al suo funerale, come è possibile vedere dalla documentazione fotografica e filmata di esso, tutti i preti presenti, compresi il vescovo del luogo, il segretario del cardinale Hyacinthe Thiandoum, il cardinale Silvio Oddi e il nunzio apostolico in Svizzera, benedissero la salma. Il diritto canonico esclude gli scomunicati dalla ricezione dei sacramenti, ma non parla direttamente di una loro eventuale esclusione da ogni forma del rito cattolico delle esequie, esclusione applicata però ai «peccatori manifesti, ai quali non è possibile concedere le esequie senza pubblico scandalo dei fedeli».
Venne sepolto nella cripta della chiesa del seminario internazionale San Pio X di Ecône, in Svizzera. Sulla sua tomba ha voluto che si scrivesse: Tradidi quod et accepi, ovvero: "Vi ho trasmesso semplicemente ciò che ho ricevuto". Si tratta di una frase dell'apostolo Paolo di Tarso (I, Cor. 15,3), in cui il significato di "et" è inteso come “semplicemente”, per ribadire l'interpretazione del mandato apostolico della Chiesa come opera di difesa del deposito della fede dalle deviazioni che, secondo Lefebvre, si erano diffuse ampiamente nella Chiesa soprattutto dopo il Concilio Vaticano II, che avrebbe definitivamente spalancato le porte delle menti dei Cattolici agli errori del modernismo (giudicato nell'enciclica Pascendi Dominici gregis del 1907 come "sintesi di tutte le eresie"). Il 24 settembre 2020 le sue spoglie sono state traslate nella cripta della chiesa del Cuore Immacolato di Maria, per decisione di padre Davide Pagliarani, superiore generale della Fraternità sacerdotale San Pio X, a seguito del voto del Capitolo Generale del 2018.
In seguito, nel 2009, papa Benedetto XVI rimise la scomunica ai vescovi Bernard Fellay, Bernard Tissier de Mallerais, Richard Williamson e Alfonso de Galarreta, consacrati irregolarmente da mons. Lefevbre .

## Genealogia episcopale e successione apostolica
La genealogia episcopale è:
- Cardinale Scipione Rebiba
- Cardinale Giulio Antonio Santori
- Cardinale Girolamo Bernerio, O.P.
- Arcivescovo Galeazzo Sanvitale
- Cardinale Ludovico Ludovisi
- Cardinale Luigi Caetani
- Cardinale Ulderico Carpegna
- Cardinale Paluzzo Paluzzi Altieri degli Albertoni
- Papa Benedetto XIII
- Papa Benedetto XIV
- Papa Clemente XIII
- Cardinale Marcantonio Colonna
- Cardinale Giacinto Sigismondo Gerdil, B.
- Cardinale Giulio Maria della Somaglia
- Cardinale Carlo Odescalchi, S.I.
- Vescovo Eugène de Mazenod, O.M.I.
- Cardinale Joseph Hippolyte Guibert, O.M.I.
- Cardinale François-Marie-Benjamin Richard
- Vescovo Marie-Prosper-Adolphe de Bonfils
- Cardinale Louis-Ernest Dubois
- Arcivescovo Jean-Arthur Chollet
- Arcivescovo Héctor Raphaël Quilliet
- Vescovo Charles-Albert-Joseph Lecomte
- Cardinale Achille Liénart
- Arcivescovo Marcel Lefebvre, C.S.Sp.

La successione apostolica è:
- Vescovo Georges-Henri Guibert, C.S.Sp. (1950)
- Vescovo Prosper Dodds, C.S.Sp. (1952)
- Vescovo François Ndong (1961)

In seno alla Fraternità sacerdotale San Pio X, con divieto di papa Giovanni Paolo II
- Vescovo Bernard Fellay (1988)
- Vescovo Alfonso de Galarreta (1988)
- Vescovo Bernard Tissier de Mallerais (1988)
- Vescovo Richard Williamson (1988)

## Opere
- Marcel Lefebvre, Open Letter to Confused Catholics, Kansas City, Angelus Press, 1987, ISBN 978-0-935952-13-1
- Marcel Lefebvre, They Have Uncrowned Him: From Liberalism to Apostasy, the Conciliar Tragedy, Dickinson, 1988, ISBN 0-935952-05-5
- Marcel Lefebvre, Against the Heresies, Kansas City, Angelus Press, 1997, ISBN 978-0-935952-28-5
- Marcel Lefebvre, A Bishop Speaks: Writings & Addresses 1963-1974, Kansas City, Angelus Press, 1998, ISBN 0-935952-16-0
- Marcel Lefebvre, I Accuse the Council!, Kansas City, Angelus Press, 1998, ISBN 978-0-935952-68-1
- Marcel Lefebvre, The Mystery of Jesus: the Meditations of Archbishop Marcel Lefebvre, Kansas City, Angelus Press, 2000, ISBN 978-1-892331-02-1
- Marcel Lefebvre, Religious Liberty Questioned – The Dubia: My Doubts about the Vatican II Declaration of Religious Liberty, Kansas City, Angelus Press, 2001, ISBN 978-1-892331-12-0
- Marcel Lefebvre, The Mass of All Time: the Hidden Treasure, Kansas City, Angelus Press, 2007, ISBN 978-1-892331-46-5

## Film
Il 29 settembre 2012, a Parigi, è stato presentato al pubblico per la prima volta il film Monsignor Lefebvre. Un vescovo nella tempesta, dell'Association pour la Défense du Patrimoine chrétien (Associazione per la difesa del patrimonio cristiano).

### In lingua italiana
- Cristina Siccardi, Mons. Marcel Lefebvre. Nel nome della verità, Milano, Sugarco, maggio 2010 ISBN 978-88-7198-594-7
- Cristina Siccardi, Maestro in Sacerdozio. La spiritualità di Monsignor Marcel Lefebvre, Milano, Sugarco, ottobre 2011 ISBN 978-88-7198-623-4
- Bernard Tissier de Mallerais, Mons. Marcel Lefebvre Una vita, Chieti, Tabula fati, novembre 2005 ISBN 88-7475-082-X
- AA.VV., Il cristianesimo, Milano, 1978, pp. 98-99

### In lingua francese
- François Brigneau, Pour saluer MgrLefebvre. Publications F.B., collection « Mes derniers cahiers », 1re série, n° 1, Paris, juin 1991
- Jean-Anne Chalet, Monseigneur Lefebvre, Paris, Éditions Pygmalion, 1976.  ISBN 2-85704-037-7;
- Yves Congar, La Crise dans l'Église et MgrLefebvre (2e édition augmentée), Paris, Éditions du Cerf, 1977 ISBN 2-204-01115-0;
- Roland Gaucher, Monseigneur Lefebvre : combat pour l'Église, Paris, Éditions Albatros, 1976;
- Jacques Goudet, Le Cas MgrLefebvre. Éditions l'Hermès, collection « Les Hommes et les lettres. Documents », Lyon, 1978 ISBN 2-85934-026-2;
- Philippe Héduy, Monseigneur Lefebvre et la Fraternité, Éguelshardt, Fideliter et Paris, Société de production littéraire, 1991 ISBN 2-903122-46-6;
- François Houang et Roger Mouton, Les Réalités de Vatican II et les désirs de Monseigneur Lefebvre, Paris, Fayard, 1978 ISBN 2-213-00578-8;
- Abbé Denis Marchal, Mgr Lefebvre : vingt ans de combat pour le sacerdoce et la foi, 1967-1987, Paris, Nouvelles Éditions latines, 1988;
- Jean-Jacques Marziac :
  - Monseigneur Lefebvre, tome 1 : Soleil levant ou couchant : Mystères joyeux, Paris, Nouvelles Éditions latines et Broût-Vernet, Fideliter, 1979 ISBN 2-7233-0085-4,
  - Monseigneur Lefebvre, tome 2 : Des Évêques français contre Monseigneur Lefebvre : mystères douloureux, Broût-Vernet, Fideliter, 1989 ISBN 2-903122-44-X
- Luc Perrin, L'affaire Lefebvre, Cerf, 1989 ISBN 2-204-03128-3
- Bernard Tissier de Mallerais, Marcel Lefebvre : une vie, Étampes, Éditions Clovis, 2002 ISBN 2-912642-82-5.